# 耿精忠

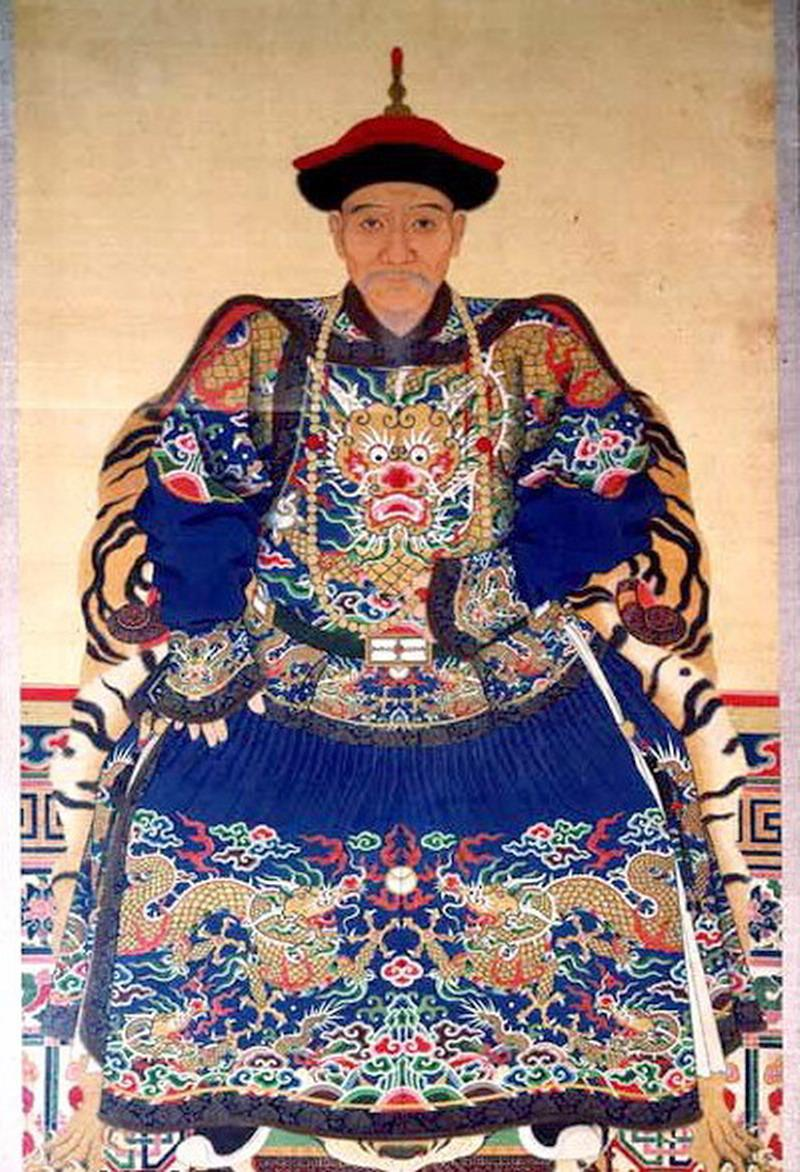
耿精忠

耿 精忠（こう せいちゅう、? - 康熙21年1月20日（1682年2月26日））は、清朝の軍人。靖南王。三藩の乱の参加者の一人。耿仲明の孫で、耿継茂の長男。耿昭忠・耿聚忠・耿氏（尚之信の妻）の兄。

## 概要
耿家の先祖は代々山東に住んでいたが、遼東の蓋州衛に移った。祖父の耿仲明は毛文龍の配下の将として参加した。後に、毛文龍が袁崇煥に殺されると、孫元化（zh）の配下に身を投じた。孫元化が明朝に殺されると、ヌルハチに降った。順治帝がドルゴンとともに、北京に入ると、耿仲明は1649年靖南王に封じられた。耿仲明死後、子の耿継茂が藩王位を継ぎ、1671年に耿継茂が没すると耿精忠が藩王位を継いだ。
耿精忠は粛親王ホーゲの娘と結婚し、ホショイ・エフ（和碩額駙）に封じられた。王位継承後、耿精忠の側近は「天下分身火耳」の謡という讖緯があるとしたので、耿精忠は部下の将兵に変事が起きるのを待たせるようにした。1673年、尚可喜が平南王の継承を許されず藩が廃止され、遼東に帰還することになったので、耿精忠と呉三桂とともに清朝朝廷の態度を探るべく、藩の撤廃を具申したところ、康熙帝はそれを許可した。そのため、呉三桂と耿精忠はともに挙兵し、耿精忠は総統兵馬代将軍と自称し、辮髪をやめ、衣冠を変更した。福州において、閩浙総督の范承謨（zh）と、その幕僚50余人を殺害。更には呉三桂とともに江西に進出し、鄭氏台湾の鄭経も沿岸部を攻撃したことから、一時的ではあるが反乱の勢いは盛んだった。
康熙帝は康親王ギェシュ（傑書 zh）とライタ（頼塔 zh）将軍に、浙江衢州で耿精忠を討つよう命令した。鄭経は耿精忠との約定を果たせず、漳州・泉州の二州が陥落したので、耿精忠は清朝に降伏した。1680年には鄭経は台湾に退却した。耿精忠は康熙帝に拝謁することを頼んだものの、康熙帝は却下し、耿精忠を監獄に拘禁した。1681年に呉三桂の孫の呉世璠が自殺し、三藩の乱が収束すると、翌1682年には耿精忠は凌遅刑に処された。